# یو تلمبه

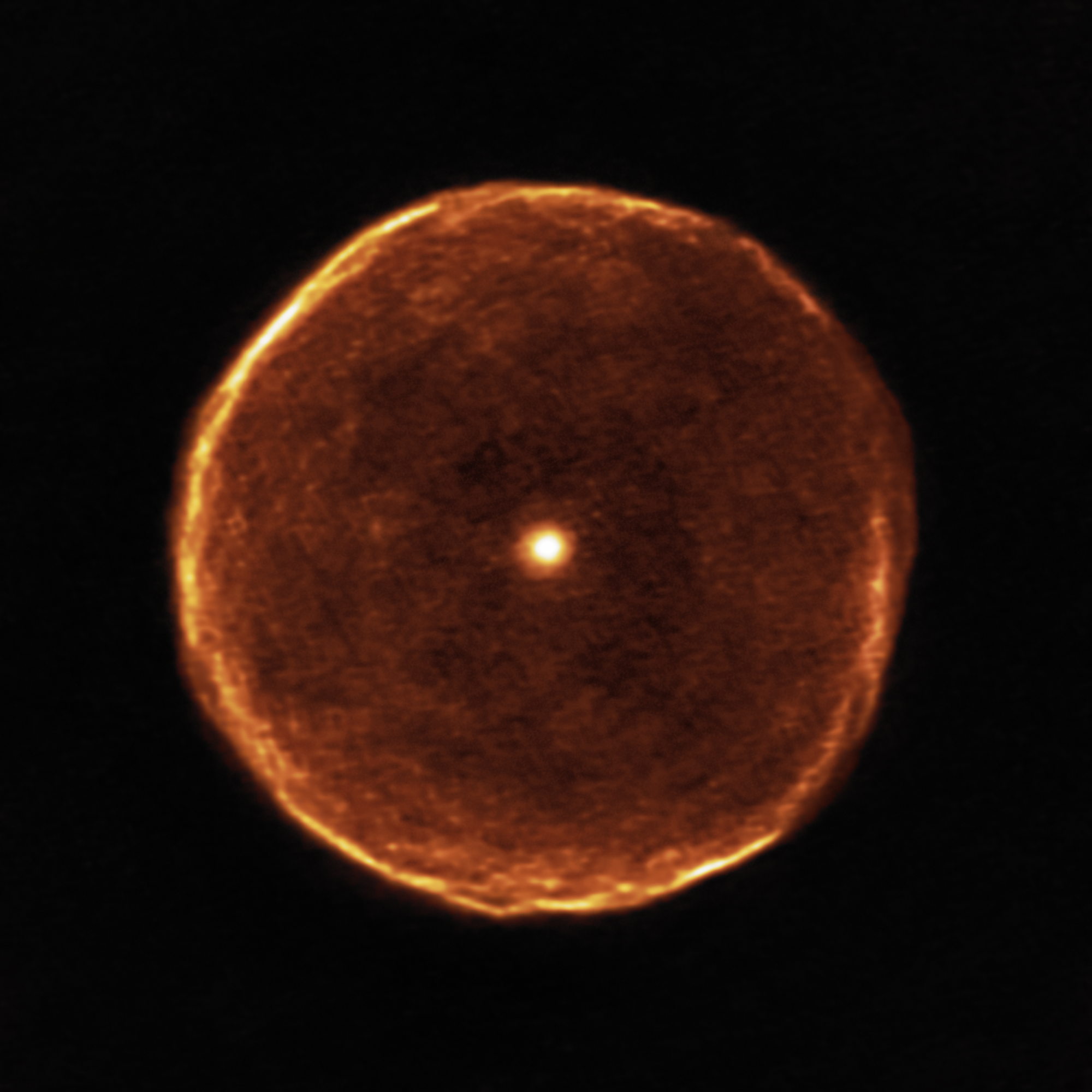
نمایی از حباب ظریف مواد بیرون رانده‌شده در اطراف ستارهٔ قرمز سرد «یو تلمبه»

یو تلمبه یک ستاره است که در صورت فلکی تلمبه قرار دارد.